# メトル島
メトル島（メトルとう、フランス語: Îlot Maître）は、太平洋上に位置する島であり、ニューカレドニアの列島に存在するフランスの海外領土である。首都ヌーメアから南南西へ6キロメートル沖合いにあり、同市に属する。

## 略歴・概要
南緯22度20分7.34秒 東経166度24分33.01秒 / 南緯22.3353722度 東経166.4091694度座標: 南緯22度20分7.34秒 東経166度24分33.01秒 / 南緯22.3353722度 東経166.4091694度に位置する非常に小さな島である。ニューカレドニア・バリア・リーフのなかにあり、海水の透明度は高く、遠浅の砂浜に囲まれている。かつては「エスカパード島」（フランス語: Îlot Escapade, 「逃避島」の意）と呼ばれていた。島の周囲は自然保護区になっている。
現在は、カイトサーフィンのスクールがキープする地域、水上バンガローを有する島内唯一のホテル（レスカパード・イロ・メトル、GLPホテルズ）がキープする地域、公的地域に分かれる。
基本的には無人島で、ホテルやそのレストラン、売店のスタッフが寝泊りするほかに住民は存在しない。

## 交通
モーゼル湾からのホテル専用シャトルボートで約20分、アンスヴァタからのタクシーボートで約15分である。モーゼル港からは7.5キロメートル、アンスヴァタからは4.5キロメートル離れている。

## 関連事項
- モーゼル港 （fr:Port Moselle）